# بوب بيلي (لاعب كرة قاعدة)
بوب بيلي (بالإنجليزية: Bob Bailey) هو لاعب كرة قاعدة أمريكي، ولد في 13 أكتوبر 1942 في لونغ بيتش في الولايات المتحدة، وتوفي في 9 يناير 2018 في لاس فيغاس في الولايات المتحدة.

## وصلات خارجية
- بوب بيلي على موقعبيزبول رفرنس.كوم (الدوري الرئيسي) (الإنجليزية)
- بوب بيلي على موقعبيزبول رفرنس.كوم (الدوري الثانوي) (الإنجليزية)
- بوب بيلي على موقع مشجعي الرسوم البيانية (الإنجليزية)